# Tlake (Rogatec)
Tlake is een plaats in Slovenië en maakt deel uit van de gemeente Rogatec in de NUTS-3-regio Savinjska. De plaats telde 313 inwoners op 1 januari 2020.